# تفسير النور
تفسير النور هو تفسير للقرآن الكريم لرجل الدين الإيراني محسن قراءتي [الإنجليزية] باللغة الفارسية. يتكون الكتاب من 12 مجلدًا، وقد فاز بجائزة "كتاب العام" في عام 1997 من رئيس إيران. قبل أن ينشر تفسيره الخاص للقرآن الكريم، كان المؤلف عضوًا مساهمًا في فريق تفسير نعمونة. ويقر المؤلف في المقدمة بالاعتماد على مصنفات تفسيرية قديمة، مثل مجمع البيان، تفسير الكبير (الرازي)، تفسير نور الثقلين، روح المعاني، تفسير الميزان، في ظلال القرآن، تفسير الصافي، أطياب البيان، تفسير نعمونة، تفسير رهنامة؛ يصل إلى سبعين بالمئة؛ والباقي هي النتائج التي توصل إليها.

## البناء
يبدأ المؤلف في هذا الكتاب بترجمة الآيات، والوضع الذي نزلت فيه، والأحاديث المتعلقة بها. ثم يطرح بعض الأسئلة التي قد تخطر على بال القارئ ويحاول معالجتها. ويختتم شرح كل فقرة بالعبر الأخلاقية الواردة في الآيات.

## طالع أيضًا
- القرآن الكريم
- تفسير القرآن الكريم
- قائمة أعمال التفسير